# Ernesto Zedillo
Ernesto Zedillo Ponce de León, né le 27 décembre 1951 à Mexico, est un homme d'État mexicain. Membre du PRI (Partido Revolucionario Institucional), il est président de la République entre 1994 et 2000.

## Biographie
Son père est électricien et Ernesto est le deuxième enfant d'une famille de six enfants. Il est encore jeune lorsque les Zedillo partent s'installer à Mexicali, ville frontalière avec les États-Unis. Ernesto y réalise le début de sa scolarité. Il retourne plus tard à Mexico pour poursuivre ses études et obtenir une licence en économie à l'Institut polytechnique national.

### Carrière politique
Avant son élection, il occupe le poste de ministre de la Planification et du Budget, puis de ministre de l'Enseignement public dans le gouvernement de Carlos Salinas de Gortari. On le désigne comme chef de campagne de Luis Donaldo Colosio, le candidat officiel du PRI. Après l'assassinat de celui-ci, Zedillo se retrouve comme l'un des rares hommes politiques qui puisse légalement se présenter comme candidat[réf. nécessaire]. En effet, la loi mexicaine exige que les candidats à la présidence n'occupent pas un poste important dans les derniers mois précédant l'élection,.

### Présidence du Mexique

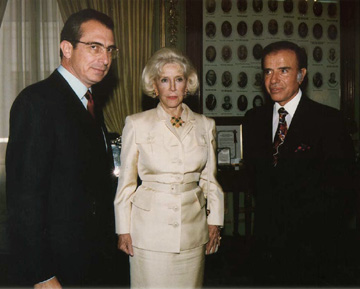
Ernesto Zedillo avec Carlos Menem et María Amalia Lacroze de Fortabat en 1996.

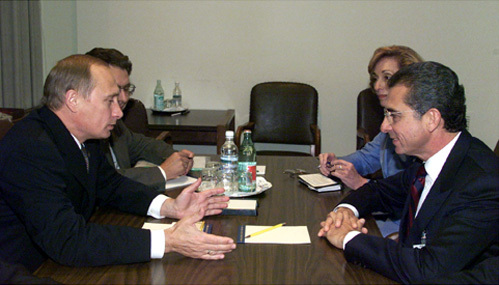
Zadillo en conférence avec Vladimir Poutine en 2000.

Sa devise « Bienestar para tu familia » (« Bien-être pour ta famille ») a suscité certaines moqueries de la part de ses opposants en raison de la dévaluation du peso mexicain mise en place par Zedillo, et qualifiée d'« erreur de décembre ». La dévaluation, d'environ 200 % (le peso perdant les deux-tiers de sa valeur par rapport au dollar américain) plongea le Mexique dans une crise économique profonde, même si la responsabilité de la crise est rejetée sur la gestion économique du gouvernement Salinas comme sur celle de Zedillo. Les privatisations du secteur bancaire et des mines après la crise de 1995 profitent à quelques hommes d’affaires proches du PRI.
Sur le plan politique, le PAN réussit pour la première fois à faire élire des gouverneurs dans les élections régionales. En 2000, Zedillo devient le premier dirigeant du PRI à avoir connu la défaite de son parti depuis 1929.

### Carrière dans les affaires

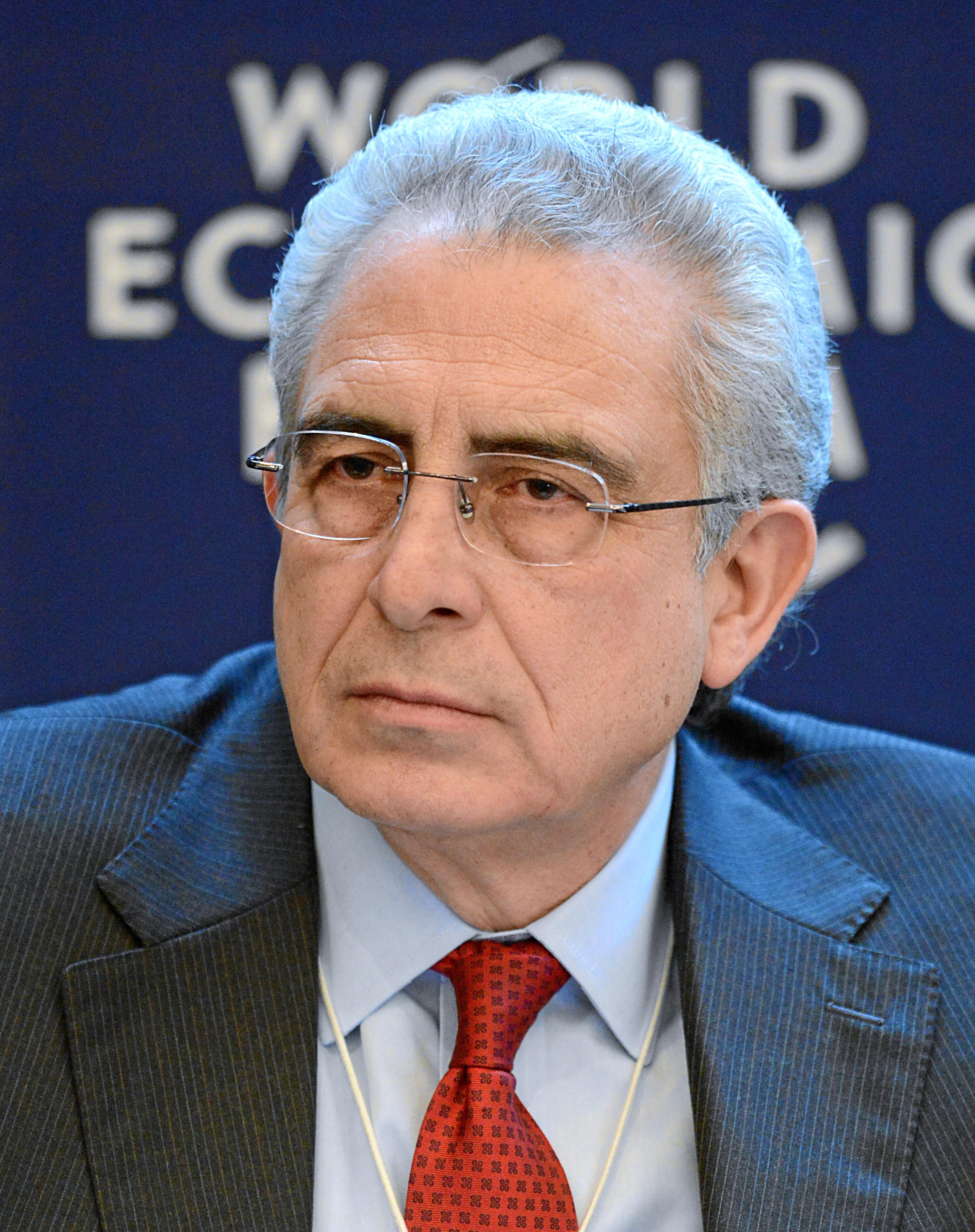
Ernesto Zedillo Ponce de Leon au Forum économique mondial 2013.

Après s'être retiré de la vie politique, il prend part au conseil d'administration d'entreprises américaines comme Procter & Gamble, Alcoa ou encore Union Pacific. Par ailleurs, il devint directeur pour le Centre d'étude sur la mondialisation de l'université Yale. Zedillo participe aussi à quelques programmes liés au financement des pays en voie de développement pour l'Organisation des Nations unies.

## Distinctions

### Prix
- 2001 : Médaille Wilbur Cross (en) de l'université Yale[9]
- 2002 : Prix des quatre libertés de Roosevelt dans la catégorie Liberté d'être à l'abri de la peur[10]

### Décorations
- Collier de l'ordre de la Croix de Terra Mariana (Estonie), le 27 octobre 1995.
- Collier de l'ordre d'Isabelle la Catholique (Espagne), le 19 janvier 1996.
- Chevalier grand-croix au grand cordon de l'ordre du Mérite de la République italienne, le 26 mars 1996[11].
- Grand collier de l'ordre de l'Infant Dom Henri (Portugal), le 30 septembre 1998.
- Ordre de Saint-Michel et Saint-Georges au grade de chevalier grand-croix d'honneur (Grande-Bretagne), en 1998.
- Grand-croix de l'ordre du Mérite de Hongrie.
- Collier de l'ordre de l'Étoile de Roumanie.

### Honneurs
Il reçoit plusieurs Doctorat honoris causa :
- 2003 : Université Harvard[12]
- 2013 : Université hébraïque de Jérusalem[13]